# 65159 Спраулс
65159 Спраулс (65159 Sprowls) — астероїд головного поясу, відкритий 14 лютого 2002 року.
Тіссеранів параметр щодо Юпітера — 3,206.